# Calopertha subretusa
Calopertha subretusa är en skalbaggsart som först beskrevs av César Marie Félix Ancey 1881.  Calopertha subretusa ingår i släktet Calopertha och familjen kapuschongbaggar. Inga underarter finns listade i Catalogue of Life.